# Trojan (gmina)
Trojan (bułg. Община Троян)  − gmina w północnej Bułgarii, w obwodzie Łowecz.

## Miejscowości
Miejscowości wchodzące w skład gminy Trojan:
- Bałabansko (bułg.: Балабанско),
- Bałkanec (bułg.: Балканец),
- Beli Osym (bułg.: Бели Осъм),
- Belisz (bułg.: Белиш),
- Borima (bułg.: Борима),
- Czerni Osym (bułg.: Черни Осъм),
- Cziflik (bułg.: Чифлик),
- Debnewo (bułg.: Дебнево),
- Dobrodan (bułg.: Добродан),
- Dyłbok doł (bułg.: Дълбок дол),
- Golama Żelazna (bułg.: Голяма Желязна),
- Gorno Trape (bułg.: Горно Трапе),
- Gumosztnik (bułg.: Гумощник),
- Kalejca (bułg.: Калейца),
- Łomec (bułg.: Ломец),
- Oreszak (bułg.: Орешак),
- Patreszko (bułg.: Патрешко),
- Staro seło (bułg.: Старо село),
- Szipkowo (bułg.: Шипково),
- Tarzijsko (bułg.: Терзийско),
- Trojan (bułg.: Троян) − siedziba gminy,
- Wrabewo (bułg.: Врабево).